# Первая корова
«Первая корова» (англ. First Cow) — американский драматический фильм режиссёра Келли Райхардт, вышедший на экраны в 2019 году. Лента снята по сценарию самой Райхардт и Джонатана Рэймонда, основанному на романе Рэймонда «Полжизни».
Мировая премьера фильма состоялась на кинофестивале в Теллурайде 30 августа 2019 года. Картина участвовала в основном конкурсе 70-го Берлинского международного кинофестиваля. Фильм был выпущен в американский прокат 6 марта 2020 года компанией A24.

## Сюжет
Куки Фиговиц, одиноко путешествующий по Западу времён покорения Америки, в 1820 году оказывается в новом поселении, где заводит дружбу с непонятно как оказавшимся там китайцем Лу, скрывающимся от правосудия за убийство русского. Куки делится с Лу своими мечтами — он хотел бы однажды открыть пекарню или отель в Сан-Франциско. Совместными усилиями новые приятели создают бизнес, успех которого основан на существовании местной коровы, что принадлежит землевладельцу из местных. Ночью им удаётся получить достаточно молока, чтобы испечь партию печенья. В то время как Куки недоволен результатом, желая, чтобы то было слаще, Лу отмечает, что оно всё равно вкуснее, чем любая еда на заставе, и что её можно легко продать за немалые деньги.

## В ролях
- Джон Магаро — Отис «Куки» Фиговиц
- Орион Ли — Кинг-Лу
- Тоби Джонс — управляющий
- Рене Обержонуа — мужчина у реки
- Юэн Бремнер — Ллойд
- Скотт Шеперд — капитан
- Гари Фармер — Тотилликум
- Лили Гладстоун — жена управляющего
- Алия Шокат — женщина с собакой
- Дилан Смит — Джек
- Эви — корова
- Патрик Д. Грин — русский охотник

## Производство
В октябре 2018 года было объявлено, что режиссёром фильма будет Келли Райхардт, она же напишет сценарий совместно с автором книги. Нил Копп, Винсент Савино, Аниш Савджани, Скотт Рудин и Эли Буш были названы продюсерами проекта во главе FilmScience и Scott Rudin Productions соответственно, а A24 будет его распространять. В ноябре 2018 года к актёрскому составу присоединился Рене Обержонуа, сыгравший одну из последних своих работ в кино. В марте 2019 года было объявлено, что Джон Магаро исполнит главную роль.

## Награды и номинации
| Список наград и номинаций              | Список наград и номинаций | Список наград и номинаций              | Список наград и номинаций | Список наград и номинаций | Список наград и номинаций |
| Кинофестиваль/Кинопремия               | Год                       | Категория                              | Номинант(ы)               | Результат                 | Источник                  |
| -------------------------------------- | ------------------------- | -------------------------------------- | ------------------------- | ------------------------- | ------------------------- |
| Берлинский международный кинофестиваль | 2020                      | Золотой медведь                        | Первая корова             | Номинация                 |                           |
| Гентский кинофестиваль                 | 2020                      | Гран-при                               | Первая корова             | Номинация                 |                           |
| Хихонский международный кинофестиваль  | 2020                      | Лучший фильм                           | Первая корова             | Победа                    |                           |
| New York Film Critics Circle           | 2020                      | Лучший фильм                           | Первая корова             | Победа                    | [ 7 ]                     |
| Национальный совет кинокритиков США    | 2021                      | Топ-10 фильмов года                    | Первая корова             | Победа                    |                           |
| Кайе дю синема                         | 2021                      | Лучший фильм года                      | Первая корова             | Победа                    |                           |
| Премия британского независимого кино   | 2021                      | Лучший независимый международный фильм | Первая корова             | Номинация                 |                           |
| Независимый дух                        | 2021                      | Лучший фильм                           | Первая корова             | Номинация                 |                           |
| Независимый дух                        | 2021                      | Лучший режиссёр                        | Келли Райхардт            | Номинация                 |                           |
| Независимый дух                        | 2021                      | Лучшая мужская роль второго плана      | Орион Ли                  | Номинация                 |                           |
| Бодиль                                 | 2022                      | Лучший американский фильм              | Первая корова             | Номинация                 |                           |
| Сезар                                  | 2022                      | Лучший иностранный фильм               | Первая корова             | Номинация                 |                           |